# Popowa Wola
Popowa Wola [pronunciación en polaco: /pɔˈpɔva ˈvɔla/] (en alemán: Pfaffendorf) es un pueblo ubicado en el distrito administrativo de Gmina Dźwierzuty, dentro del Condado de Szczytno, Voivodato de Varmia y Masuria, en Polonia del norte. Se encuentra aproximadamente a 9 kilómetros al noreste de Dźwierzuty, a 24 kilómetros al norte de Szczytno, y a 37 kilómetros al este de la capital regional Olsztyn.
Antes de 1945, el área fue parte de Alemania (Prusia Oriental).